# کنی اچمپنگ
کنی اچمپنگ (انگلیسی: Kenny Achampong؛ زادهٔ ۲۶ ژوئن ۱۹۶۶) یک بازیکن فوتبال است.
از باشگاه‌هایی که در آن بازی کرده‌است می‌توان به باشگاه فوتبال چارلتون اتلتیک اشاره کرد.